# Melon Music Awards
Melon Music Awards es una entrega de premios que se celebra anualmente en Corea del Sur y es organizado por Kakao Entertainment a través de su tienda de música en línea, Melon. Es conocido por solo calcular las ventas digitales y votos en línea para juzgar a los ganadores y dar el premio

## Ceremonias
| Edición | Fecha                       | Recinto                                      | Lugar                  | Ref   |
| ------- | --------------------------- | -------------------------------------------- | ---------------------- | ----- |
| 1ª      | 16 de noviembre de 2009     | Olympic Hall del Parque Olímpico de Seúl     | Seúl, Corea del Sur    | [ 2 ] |
| 2ª      | 15 de diciembre de 2010     | Hall of Peace de la Universidad de Kyung Hee | Seúl, Corea del Sur    | [ 3 ] |
| 3ª      | 24 de noviembre de 2011     | Estadio Olímpico de Seúl                     | Seúl, Corea del Sur    | [ 4 ] |
| 4ª      | 14 de diciembre de 2012     | Estadio Olímpico de Seúl                     | Seúl, Corea del Sur    | [ 5 ] |
| 5ª      | 14 de noviembre de 2013     | Arena de Gimnasia Olímpica                   | Seúl, Corea del Sur    | [ 6 ] |
| 6ª      | 13 de noviembre de 2014     | Arena de Gimnasia Olímpica                   | Seúl, Corea del Sur    | [ 7 ] |
| 7ª      | 7 de noviembre de 2015      | Arena de Gimnasia Olímpica                   | Seúl, Corea del Sur    | [ 7 ] |
| 8ª      | 19 de noviembre de 2016     | Gocheok Sky Dome                             | Seúl, Corea del Sur    | [ 8 ] |
| 9ª      | 2 de diciembre de 2017      | Gocheok Sky Dome                             | Seúl, Corea del Sur    |       |
| 10.ª    | 1 de diciembre de 2018      | Gocheok Sky Dome                             | Seúl, Corea del Sur    |       |
| 11.ª    | 30 de noviembre de 2019     | Gocheok Sky Dome                             | Seúl, Corea del Sur    |       |
| 12.ª    | 2 al 5 de diciembre de 2020 | Evento online                                | Seúl, Corea del Sur    |       |
| 13.ª    | 4 de diciembre de 2021      | Evento online                                | Seúl, Corea del Sur    |       |
| 14.º    | 26 de noviembre de 2022     | Gocheok Sky Dome                             | Seúl, Corea del Sur    |       |
| 15.º    | 2 de diciembre de 2023      | Inspire Arena                                | Incheon, Corea del Sur |       |
| 16.º    | 30 de noviembre de 2024     | Inspire Arena                                | Incheon, Corea del Sur |       |

## Premios principales

### Artista del Año (Daesang)
| Año  | Ganadores         |
| ---- | ----------------- |
| 2009 | Girls' Generation |
| 2010 | Girls' Generation |
| 2011 | Beast             |
| 2012 | Beast             |
| 2013 | SHINee            |
| 2014 | IU                |
| 2015 | BIGBANG           |
| 2016 | EXO               |
| 2017 | EXO               |
| 2018 | BTS               |
| 2019 | BTS               |
| 2020 | BTS               |
| 2021 | IU                |
| 2022 | Lim Young-woong   |
| 2023 | NewJeans          |
| 2024 | Aespa             |

### Álbum del Año (Daesang)
| Año  | Ganadores       | Álbum                                            |
| ---- | --------------- | ------------------------------------------------ |
| 2009 | G-Dragon        | Heartbreaker                                     |
| 2010 | 2NE1            | To Anyone                                        |
| 2011 | 2NE1            | 2NE1                                             |
| 2012 | Busker Busker   | Busker Busker 1st Album                          |
| 2013 | Busker Busker   | Busker Busker 2nd Album                          |
| 2014 | g.o.d.          | Chapter 8                                        |
| 2015 | EXO             | EXODUS                                           |
| 2016 | BTS             | The Most Beautiful Moment in Life: Young Forever |
| 2017 | IU              | Palette                                          |
| 2018 | BTS             | Love Yourself: Tear                              |
| 2019 | BTS             | Map of the Soul: Persona                         |
| 2020 | BTS             | Map of the Soul: 7                               |
| 2021 | IU              | Lilac                                            |
| 2022 | Lim Young-woong | Im Hero                                          |
| 2023 | Ive             | I've IVE                                         |
| 2024 | Aespa           | Armageddon                                       |

### Canción del Año (Daesang)
| Año  | Ganadores         | Canción                          |
| ---- | ----------------- | -------------------------------- |
| 2009 | Girls' Generation | «Gee»                            |
| 2010 | 2AM               | «Can't Let You Go Even If I Die» |
| 2011 | IU                | «Good Day»                       |
| 2012 | PSY               | «Gangnam Style»                  |
| 2013 | EXO               | «Growl»                          |
| 2014 | Taeyang           | «Eyes, Nose, Lips»               |
| 2015 | BIGBANG           | «Bang Bang Bang»                 |
| 2016 | Twice             | «Cheer Up»                       |
| 2017 | BTS               | «Spring Day»                     |
| 2018 | IKON              | «Love Scenario»                  |
| 2019 | BTS               | «Boy with Luv»                   |
| 2020 | BTS               | «Dynamite»                       |
| 2021 | BTS               | «Butter»                         |
| 2022 | IVE               | «Love Dive»                      |
| 2023 | NewJeans          | «Ditto»                          |
| 2024 | Aespa             | «Supernova»                      |

### Artista Global del Año (Daesang)
| Año  | Ganadores         | Canción         |
| ---- | ----------------- | --------------- |
| 2011 | Girls' Generation | «The Boys»      |
| 2012 | PSY               | «Gangnam Style» |
| 2013 | PSY               | «Gentleman»     |
| 2017 | BTS               | «DNA»           |
| 2018 | BTS               | «Fake Love»     |

### Grabación del Año (Daesang)
| Año  | Ganadores |
| ---- | --------- |
| 2021 | BTS       |
| 2022 | BTS       |
| 2023 | NCT Dream |
| 2024 | (G)I-dle  |

### 10 Mejores Artistas
| Año  | Ganadores   | Ganadores         | Ganadores        | Ganadores | Ganadores  | Ganadores    | Ganadores    | Ganadores       | Ganadores      | Ganadores |
| ---- | ----------- | ----------------- | ---------------- | --------- | ---------- | ------------ | ------------ | --------------- | -------------- | --------- |
| 2009 | 2PM         | Girls' Generation | Brown Eyed Girls | K.Will    | G-Dragon   | Super Junior | 8eight       | 2NE1            | Kara           | Davichi   |
| 2010 | 2PM         | Girls' Generation | 2AM              | IU        | DJ DOC     | CNBLUE       | Lee Seung Gi | 2NE1            | T-ara          | 4Men      |
| 2011 | f(x)        | Beast             | Secret           | IU        | Big Bang   | Super Junior | Sistar       | 2NE1            | Leessang       | Lena Park |
| 2012 | PSY         | Beast             | Busker Busker    | IU        | Big Bang   | Infinite     | Sistar       | 2NE1            | T-ara          | Huh Gak   |
| 2013 | SHINee      | Beast             | Busker Busker    | IU        | G-Dragon   | EXO          | Sistar       | Ailee           | Dynamic Duo    | Davichi   |
| 2014 | AKMU        | Beast             | Girl's Day       | IU        | Taeyang    | EXO          | Sistar       | 2NE1            | g.o.d.         | Winner    |
| 2015 | SHINee      | Girls' Generation | Apink            | Toy       | Big Bang   | EXO          | Sistar       | Hyukoh          | Zion.T         | San E     |
| 2016 | AKMU        | Zico              | Red Velvet       | GFriend   | Taeyeon    | EXO          | BTS          | BewhY           | Twice          | Mamamoo   |
| 2017 | Wanna One   | Heize             | Red Velvet       | IU        | Big Bang   | EXO          | BTS          | Bolbbalgan4     | Twice          | Winner    |
| 2018 | Wanna One   | IKON              | Apink            | BtoB      | Blackpink  | EXO          | BTS          | Bolbbalgan4     | Twice          | Mamamoo   |
| 2019 | MC the MAX  | Heize             | JANNABI          | Chungha   | Taeyeon    | EXO          | BTS          | Bolbbalgan4     | Jang Beom June | Mamamoo   |
| 2020 | Baek Ye-rin | Zico              | Oh My Girl       | IU        | Blackpink  | Baekhyun     | BTS          | Lim Young-woong | Kim Ho-joong   | Iz*One    |
| 2021 | AKMU        | Heize             | Ash Island       | IU        | Lee Mu-jin | Lil Boi      | BTS          | Lim Young-woong | NCT Dream      | Aespa     |
| 2022 | NewJeans    | MeloMance         | (G)I-dle         | IU        | IVE        | Seventeen    | BTS          | Lim Young-woong | NCT Dream      | Be'O      |
| 2023 | NewJeans    | Le Sserafim       | (G)I-dle         | Jimin     | IVE        | Seventeen    | BTS          | Lim Young-woong | NCT Dream      | Aespa     |
| 2024 | NewJeans    | Day6              | (G)I-dle         | Jimin     | IU         | Seventeen    | Plave        | TWS             | Riize          | Aespa     |

### Millions Top 10
| Año  | Ganadores | Ganadores   | Ganadores | Ganadores | Ganadores | Ganadores | Ganadores     | Ganadores       | Ganadores | Ganadores |
| ---- | --------- | ----------- | --------- | --------- | --------- | --------- | ------------- | --------------- | --------- | --------- |
| 2023 | NewJeans  | Le Sserafim | (G)I-dle  | Jungkook  | IVE       | Seventeen | Seventeen BSS | Lim Young-woong | NCT Dream | Aespa     |
| 2024 | NewJeans  | Plave       | IU        | Jungkook  | IVE       | Riize     | Day6          | Lim Young-woong | Taeyeon   | Aespa     |

### Mejor Artista Nuevo
| Año  | Ganadores   | Ganadores |
| ---- | ----------- | --------- |
| 2009 | 2NE1        | —         |
| 2010 | CNBLUE      | —         |
| 2011 | Huh Gak     | —         |
| 2012 | B.A.P       | Ailee     |
| 2013 | BTS         | Lim Kim   |
| 2014 | Winner      | —         |
| 2015 | iKON        | GFriend   |
| 2016 | Blackpink   | —         |
| 2017 | Wanna One   | —         |
| 2018 | The Boyz    | (G)I-DLE  |
| 2019 | TXT         | Itzy      |
| 2020 | Cravity     | Weeekly   |
| 2021 | Lee Mu-jin  | Aespa     |
| 2022 | NewJeans    | IVE       |
| 2023 | Zerobaseone | Riize     |
| 2024 | Illit       | TWS       |

## Premios por género

### Rap/Hip Hop
| Año  | Ganadores                                             | Canción                                                              |
| ---- | ----------------------------------------------------- | -------------------------------------------------------------------- |
| 2010 | Supreme Team                                          | «Dang Dang Dang»                                                     |
| 2011 | GD & T.O.P                                            | «Oh Yeah» (feat. Park Bom)                                           |
| 2012 | Dynamic Duo                                           | «Without You»                                                        |
| 2013 | Baechigi                                              | «Shower of Tears» (feat. Ailee)                                      |
| 2014 | San-E & Raina                                         | «A Midsummer Night's Sweetness»                                      |
| 2015 | Mad Clown                                             | «Fire» (feat. Jinsil)                                                |
| 2016 | Zico                                                  | «Eureka» (feat. Zion.T)                                              |
| 2017 | Dynamic Duo & Chen                                    | «Nosedive»                                                           |
| 2018 | BTS                                                   | «Fake Love»                                                          |
| 2019 | Epik High                                             | «Lovedrunk» (feat. Crush)                                            |
| 2020 | Yumdda, Paloalto, The Quiett, Deepflow, Simon Dominic | «I'MMA DO» (feat. Woo Won-jae, Keem Hyo-eun, Nucksal, Huckleberry P) |

### R&B/Balada
| Año  | Ganadores   | Ganadores       | Canción                                   |
| ---- | ----------- | --------------- | ----------------------------------------- |
| 2010 | Gummy       | Gummy           | «Because You’re A Man»                    |
| 2011 | Kim Bum Soo | Kim Bum Soo     | «Please»                                  |
| 2012 | K.Will      | K.Will          | «Please Don't»                            |
| 2013 | Huh Gak     | Huh Gak         | «Monodrama» (feat. Yoo Seung Woo)         |
| 2013 | K.Will      | K.Will          | «Love Blossom»                            |
| 2014 | R&B/Soul    | Fly to the Sky  | «You You You                              |
| 2014 | Balada      | M.C the Max     | «Wind That Blows»                         |
| 2015 | R&B/Soul    | Naul            | «Living in the Same Time»                 |
| 2015 | Balada      | Baek A-yeon     | «Shouldn't Have» (feat. Young K)          |
| 2016 | R&B/Soul    | Baekhyun & Suzy | «Dream»                                   |
| 2016 | Balada      | Jung Eun Ji     | «Hopefully Sky»                           |
| 2016 | Balada      | Im Chang Jung   | «The Love I Commited»                     |
| 2017 | Suran       | Suran           | «1+1=0»                                   |
| 2018 | R&B/Soul    | IU              | «Bbibbi»                                  |
| 2018 | Balada      | Roy Kim         | «No Longer Mine»                          |
| 2019 | R&B/Soul    | Heize           | «We Don’t Talk Together» (feat.. GIRIBOY) |
| 2019 | Balada      | Taeyeon         | «Four Seasons»                            |
| 2020 | R&B/Soul    | Baek Ye-rin     | «Square (2017)»                           |
| 2020 | Balada      | Davichi         | «Dear»                                    |

### Rock
| Año  | Ganadores    | Canción              |
| ---- | ------------ | -------------------- |
| 2010 | Hot Potato   | «Confession»         |
| 2011 | CNBLUE       | «Intuition»          |
| 2012 | Nell         | «The Day Before»     |
| 2013 | Cho Yong Pil | «Bounce»             |
| 2014 | CNBLUE       | «Can't Stop»         |
| 2015 | Kim Sunggyu  | «The Answer»         |
| 2016 | Ha Hyun Woo  | «Don't Cry»          |
| 2019 | N.Flying     | «Rooftop»            |
| 2020 | IU           | «Eight» (feat. Suga) |

### OST
| Año  | Ganadores                | Canción                                |
| ---- | ------------------------ | -------------------------------------- |
| 2009 | Future Liger             | «Let's Dance»                          |
| 2010 | Lee Seung Gi             | «Losing My Mind»                       |
| 2011 | Sunny Hill               | «Pit-a-Pat»                            |
| 2012 | Seo In Guk & Jung Eun-ji | «All For You»                          |
| 2013 | Tasha Reid               | «Touch Love»                           |
| 2014 | Lyn                      | «My Destiny»                           |
| 2015 | Loco & Yuju              | «Spring is Gone By Chance»             |
| 2016 | Tasha Reid               | «Always»                               |
| 2017 | Ailee                    | «I Will Go to You like the First Snow» |
| 2019 | Gummy                    | «Remember Me»                          |
| 2020 | Jo Jung-suk              | «Aloha»                                |
| 2021 | Lee Mu-jin               | «Rain and You»                         |
| 2022 | MeloMance                | «Love, Maybe»                          |
| 2023 | Lim Jae Hyun             | «Heaven»                               |
| 2024 | Byeon Woo-seok           | «Sudden Shower»                        |

### Trot
| Año  | Ganadores                       | Canción        |
| ---- | ------------------------------- | -------------- |
| 2010 | Jang Yun Jeong                  | «Ole»          |
| 2015 | Hong Jin Young                  | «Love Wifi»    |
| 2016 | Hong Jin Young                  | «Thumbs Up»    |
| 2017 | Hong Jin Young & Kim Young-Chul | «Ring Ring»    |
| 2018 | Hong Jin Young                  | «Goodbye»      |
| 2019 | Hong Jin Young                  | «Love Tonight» |
| 2020 | Lim Young-woong                 | "Trust in Me"  |

### Pop
| Año  | Ganadores      | Canción                           |
| ---- | -------------- | --------------------------------- |
| 2012 | Maroon 5       | «One More Night»                  |
| 2013 | Bruno Mars     | «Young Girls»                     |
| 2015 | Mark Ronson    | «Uptown Funk» (feat. Bruno Mars)  |
| 2016 | Justin Bieber  | «Love Yourself»                   |
| 2017 | Ed Sheeran     | «Shape of You»                    |
| 2018 | Camila Cabello | «Havana»                          |
| 2019 | Billie Eilish  | «Bad Guy»                         |
| 2020 | Sam Smith      | «To Die For»                      |
| 2022 | Charlie Puth   | «Left and Right» (feat. Jungkook) |
| 2023 | Charlie Puth   | -                                 |
| 2024 | Benson Boone   | «Beautiful Things»                |

### Dance
| Año  | Ganadores | Ganadores  | Canción             |
| ---- | --------- | ---------- | ------------------- |
| 2014 | Masculino | Block B    | «Her»               |
| 2014 | Femenino  | APink      | «Mr. Chu»           |
| 2015 | Masculino | BTS        | «I Need U»          |
| 2015 | Femenino  | Red Velvet | «Ice Cream Cake»    |
| 2016 | Masculino | EXO        | «Monster»           |
| 2016 | Femenino  | GFriend    | «Rough»             |
| 2017 | Masculino | EXO        | «Ko Ko Bop»         |
| 2017 | Femenino  | Twice      | «Knock Knock»       |
| 2018 | Masculino | Wanna One  | «Boomerang»         |
| 2018 | Femenino  | Blackpink  | «Ddu-Du Ddu-Du»     |
| 2019 | Masculino | BTS        | «Boy with Luv»      |
| 2019 | Femenino  | Chungha    | «Gotta Go»          |
| 2020 | Masculino | BTS        | «Dynamite»          |
| 2020 | Femenino  | Blackpink  | «How You Like That» |

### Folk/Blues
| Año  | Ganadores   | Canción             |
| ---- | ----------- | ------------------- |
| 2014 | AKMU        | «200%»              |
| 2015 | 10cm        | «Sseudam Sseudam»   |
| 2016 | 10cm        | «What The Spring??» |
| 2017 | Jung Eun Ji | «The Spring»        |

### Indie
| Año  | Ganadores    | Canción                                               |
| ---- | ------------ | ----------------------------------------------------- |
| 2014 | Standing Egg | «Lean on Me» (feat. Park Se-young)                    |
| 2015 | Standing Egg | «The Sunlight Hurts» (feat. Wheein & Obroject Yundak) |
| 2016 | Bolbbalgan4  | «Galaxy»                                              |
| 2017 | Melomance    | «Gift»                                                |
| 2019 | MeloMance    | «You&I»                                               |
| 2020 | Bolbbalgan4  | «Leo» (feat. Baekhyun)                                |

### Electrónica
| Año  | Ganador | Canción          |
| ---- | ------- | ---------------- |
| 2014 | 2NE1    | «Come Back Home» |

## Premios de Popularidad

### Netizen Popularity Award
| Año  | Ganadores       | Canción                 |
| ---- | --------------- | ----------------------- |
| 2010 | SHINee          | «Lucifer»               |
| 2011 | Super Junior    | «Mr.Simple»             |
| 2012 | Beast           | «Midnight»              |
| 2013 | EXO             | «Growl»                 |
| 2014 | Beast           | «Good Luck»             |
| 2015 | Big Bang        | «Bang Bang Bang»        |
| 2016 | EXO             | «Monster»               |
| 2017 | EXO             | «Ko Ko Bop»             |
| 2018 | BTS             | «Idol»                  |
| 2019 | BTS             | «Boy with Luv»          |
| 2020 | BTS             | «Dynamite»              |
| 2021 | BTS             | «Butter»                |
| 2022 | Lim Young-woong | «If We Ever Meet Again» |

### Hot Trend Award
| Año  | Ganadores          | Canción                               |
| ---- | ------------------ | ------------------------------------- |
| 2010 | Girls' Generation  | «Hoot»                                |
| 2011 | Infinite Challenge | «West Coast Highway Song Festival»    |
| 2012 | Trouble Maker      | «Trouble Maker»                       |
| 2013 | Crayon Pop         | «Bar Bar Bar»                         |
| 2013 | Rose Motel         | «Longtime Lovers»                     |
| 2014 | Soyou & Junggigo   | «Some»                                |
| 2015 | Infinite Challenge | «Yeongdong Expressway Music Festival» |
| 2016 | Zico               | –                                     |
| 2017 | Suran & Yoongi     | «Wine»                                |
| 2018 | Loco & Hwasa       | «Don't»                               |
| 2019 | AB6IX              | –                                     |
| 2020 | Trotmen6           | –                                     |
| 2021 | Brave Girls        | «Rollin'»                             |
| 2022 | Le Sserafim        | «Fearless»                            |
| 2023 | Jungkook           | –                                     |
| 2024 | QWER               |                                       |

## Premios especiales

### Mejor Vídeo Musical
| Año  | Ganadores                       | Vídeo musical                                      |
| ---- | ------------------------------- | -------------------------------------------------- |
| 2010 | Hwang Soo-ah                    | «Irreversible» de Gain                             |
| 2011 | Cha Eun-taek                    | «Roly Poly» de T-ara                               |
| 2012 | Lee Bo-young                    | «Gangnam Style» de PSY                             |
| 2013 | Lee Gi-baek                     | «Shadow» de Beast                                  |
| 2014 | Won Taeyeon                     | «Another Parting» de Melody Day                    |
| 2015 | Naive Creative Production       | «Who's Your Mama?» de Park Jin Young (feat. Jessi) |
| 2016 | Shin Hee-won                    | «Russian Roulette» de Red Velvet                   |
| 2017 | Choi Yong-su (LUMPENS)          | «DNA» de BTS                                       |
| 2018 | Ko Yoo-jeong (LUMPENS)          | «Time for the Moon Night» de GFriend               |
| 2019 | VM Project Architecture         | «What Are You Up To» de Kang Daniel                |
| 2021 | Yong Seok Choi, Guzza (LUMPENS) | «0X1=Lovesong (I Know I Love You)» de TXT          |
| 2022 | Samson of High Quality Fish     | «Tomboy» de (G)I-dle                               |
| 2023 | -                               | «Bubble» de StayC                                  |

### MBC MusicStar Award
| Año  | Ganadores                 |
| ---- | ------------------------- |
| 2010 | Miss A                    |
| 2011 | Baek Ji Young             |
| 2012 | Shindong & Kim Shin Young |
| 2013 | f(x)                      |
| 2014 | Ladies' Code              |
| 2015 | EXID                      |
| 2016 | Seventeen                 |
| 2017 | Hyuna                     |

### Performing Arts Award
| Año  | Ganadores      | Canción      |
| ---- | -------------- | ------------ |
| 2010 | PSY            | «Right Now»  |
| 2011 | Lee Seung Hwan | «Super Hero» |
| 2013 | Shin Seung Hun | —            |
| 2019 | Seventeen      | ---          |

### Mejor performance
| Año  | Ganadores | Ganadores   |
| ---- | --------- | ----------- |
| 2020 | Masculino | Monsta X    |
| 2021 | Masculino | The Boyz    |
| 2022 | Masculino | TXT         |
| 2022 | Femenino  | Le Sserafim |
| 2023 | Masculino | Seventeen   |
| 2023 | Femenino  | Aespa       |
| 2024 | Masculino | BoyNextDoor |
| 2024 | Femenino  | Aespa       |

### Mejor grupo
| Año  | Ganadores | Ganadores |
| ---- | --------- | --------- |
| 2021 | Masculino | BTS       |
| 2021 | Femenino  | Aespa     |
| 2022 | Masculino | BTS       |
| 2022 | Femenino  | IVE       |
| 2023 | Masculino | NCT Dream |
| 2023 | Femenino  | NewJeans  |
| 2024 | Masculino | Riize     |
| 2024 | Femenino  | Aespa     |

### Mejor escritor
| Año  | Ganadores    |
| ---- | ------------ |
| 2019 | Pdogg        |
| 2022 | Soyeon       |
| 2023 | Ryan S. Jhun |
| 2024 | Soyeon       |

## Otros premios

### 2009
- Star: TVXQ
- Mania: TVXQ - «Mirotic»
- Current Stream: Kim Tae Woo – «Love Rain»
- Smart Radio: Girls' Generation
- Odyssey: Girls' Generation – «Gee»
- Mobile Music: Girls' Generation
- Sudden Rise: Leessang
- Y-STAR Live: Lee Seung Chul

### 2010
- Best Dressed Singer: Girls' Generation
- Best MBC Radio Singer: Jung Yeop – «Without You»

### 2015
- 1theK Performance Award: Monsta X

### 2016
- Kakao Hot Star Award: EXO

### 2017
- Kakao Hot Star Award: Wanna One
- 1theK Performance Award: GFriend

### 2018
- Kakao Hot Star Awards: BTS

### 2019
- Kakao Hot Star Awards: BTS
- 1theK Performance Award: THE BOYZ

### 2023
- J-Pop Favorite Artist: Imase
- 1theK Global Icon: Kiss of Life
- Best Music Style: Silica Gel
- Stage of the Year: Shinee (SHINee WORLD VI [PERFECT ILLUMINATION])
- Best Solo Male: Jungkook
- Best Solo Female: Lee Young Ji
- Kakaobank Favorite Artist: BTS
- Global Artist: Aespa
- Global Rising Artist: BoyNextDoor

### 2024
- Best Music Style: Bibi & Lee Young-ji

## Artistas más ganadores
| Pos. | Artista                            | Premios |
| ---- | ---------------------------------- | ------- |
| 1.º  | BTS                                | 35      |
| 2.º  | IU                                 | 19      |
| 3.º  | EXO                                | 17      |
| 4.º  | Girls' Generation                  | 12      |
| 5.º  | 2NE1                               | 9       |
| 6.º  | Beast                              | 8       |
| 7.º  | Big Bang                           | 7       |
| 8.º  | Wanna One                          | 6       |
| 9.º  | Blackpink PSY Sistar GFriend Twice | 5       |